# Erpužice
Erpužice (en allemand : Welperschitz) est une commune du district de Tachov, dans la région de Plzeň, en Tchéquie. Sa population s'élevait à 338 habitants en 2022.

## Géographie
Erpužice se trouve à 6,5 km au nord-nord-est de Stříbro, à 29 km à l'est de Tachov, à 26 km à l'ouest-nord-ouest de Plzeň et à 105 km à l'ouest-sud-ouest de Prague.
La commune est limitée par Trpísty au nord, par Černovice et Pňovany à l'est, par Stříbro au sud, et par Únehle et Kšice à l'ouest.

## Histoire
La première mention écrite du village date de 1175.

## Administration
La commune se compose de trois sections :
- Blahousty
- Erpužice
- Malovice

## Galerie

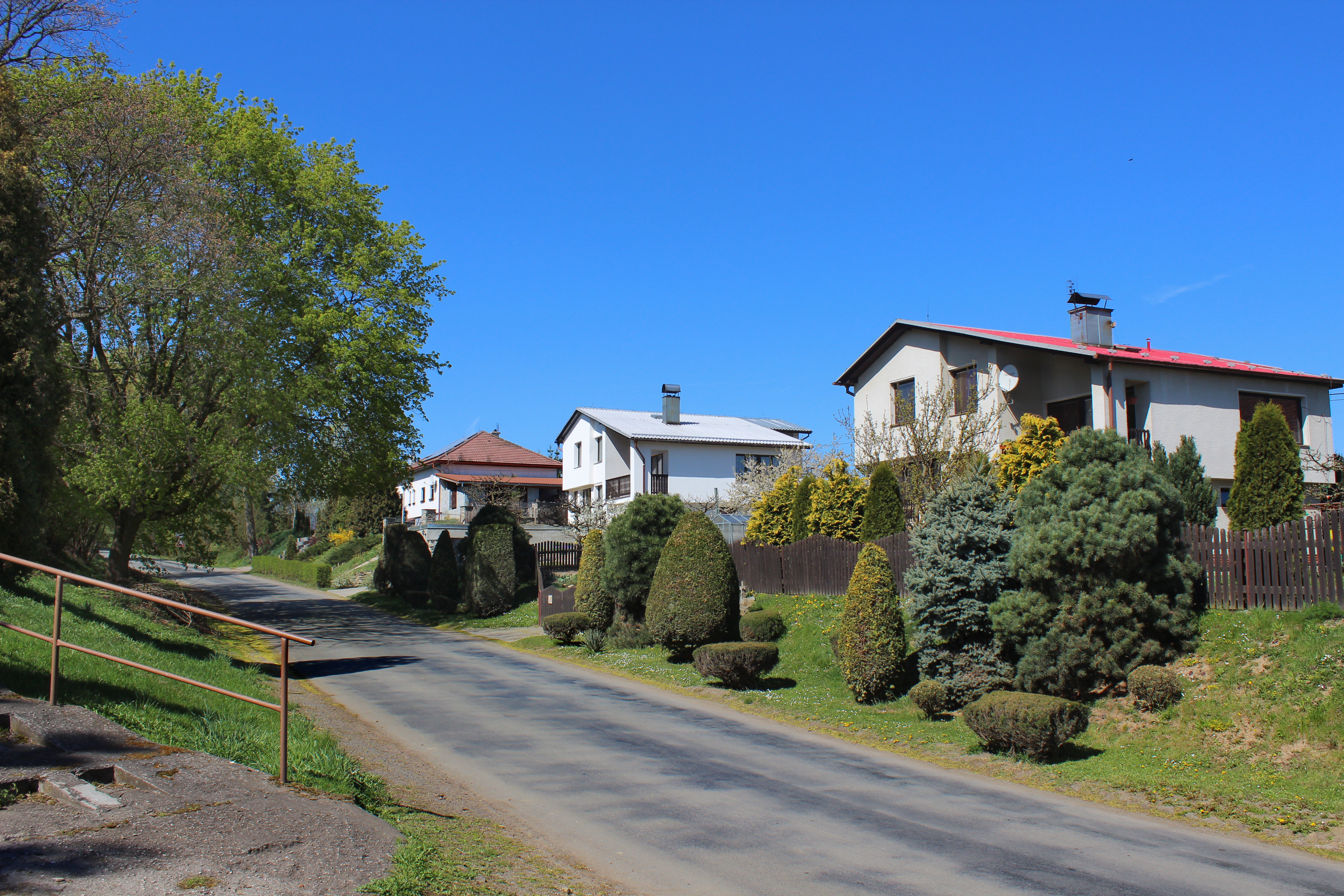
Erpužice : rue de Stříbro.
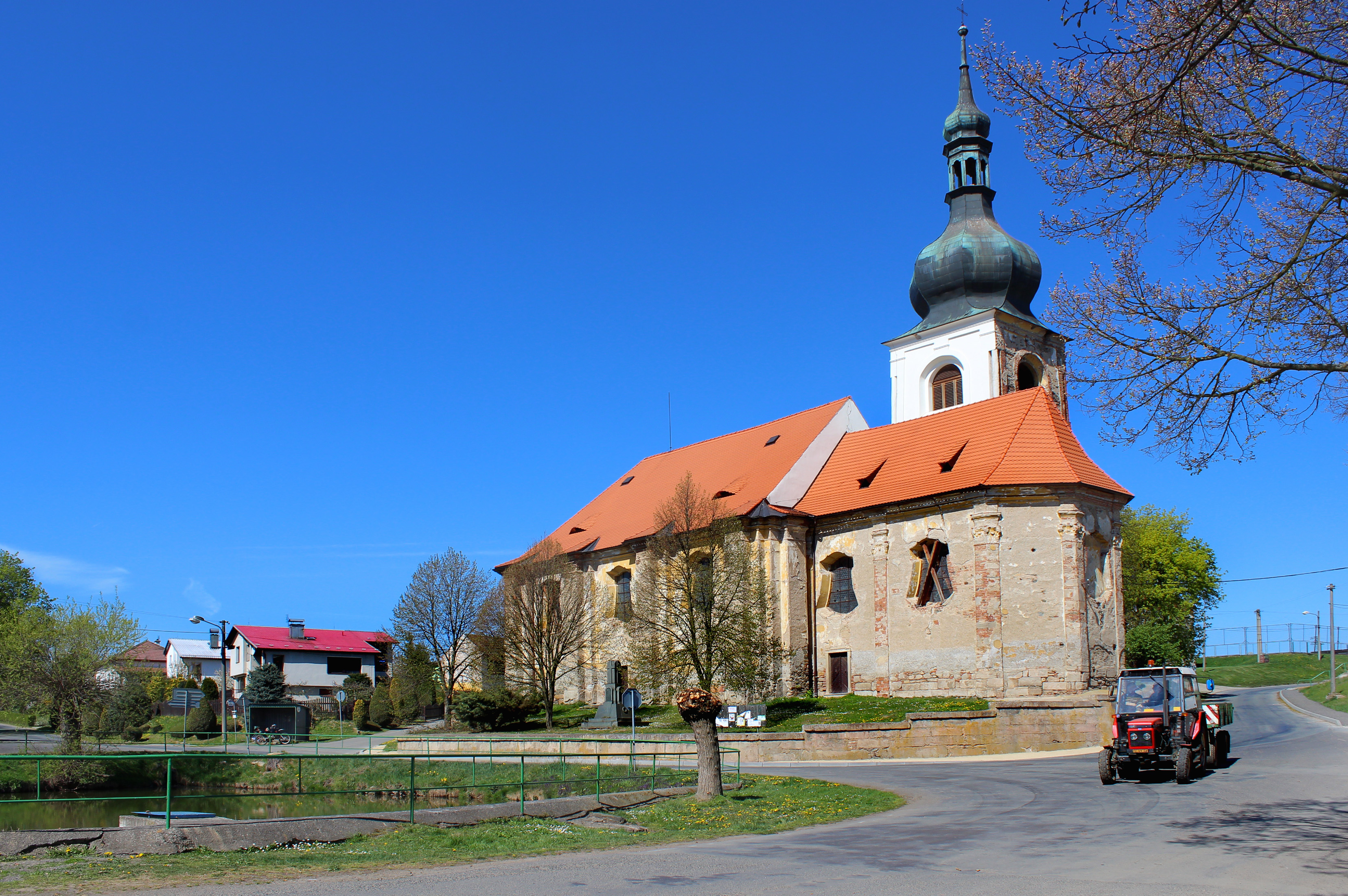
Église Sainte-Margaret.

## Transports
Par la route, Erpužice se trouve à 8 km de Stříbro, à 38 km de Tachov, à 41 km de Plzeň et à 140 km de Prague. 